# Sapucaia (Pará)
Sapucaia is een gemeente in de Braziliaanse deelstaat Pará. De gemeente telt 5.609 inwoners (schatting 2009).